# CFBDSIR 2149-0403
CFBDSIR 2149-0403 (nome completo CFBDSIR J214947.2-040308.9) é um provável planeta órfão que com 87% de probabilidade faz parte da associação estelar da AB Doradus como indica sua posição e movimento próprio. Se encontra a 130 anos-luz da Terra e sua idade é estimada em 50 e 120 milhões de anos. Sua temperatura é de 400 °C. Foi descoberto em novembro de 2012.

## Composição e Massa
A conclusão mais importante sobre sua composição é a de que este objeto seja provavelmente uma anã marrom. De acordo com dados de espectroscopia, o objeto contém tanto metano quanto água. Além disso, os astrônomos dizem que ele é altamente metálico e possui uma massa que oscila entre duas e quarenta vezes a de Júpiter.